# Túnel da Grota Funda
O Túnel Vice-Presidente da República José Alencar, mais conhecido popularmente como Túnel da Grota Funda, é uma ligação através da serra de mesmo nome, ligando os bairros do Recreio dos Bandeirantes e da Vargem Grande à baixada de Guaratiba, na cidade do Rio de Janeiro, estado de mesmo nome, no Brasil.

## História
As propostas para a construção deste túnel vinham sendo debatidas desde a década de 1950. Entretanto, a obra, anunciada por diversos governos municipais, nunca havia saído do papel por diversas razões.
Com a implantação da TransOeste, os trabalhos foram iniciados em 14 de setembro de 2010, com as presenças do prefeito Eduardo Paes e dos presidentes do Comitê Olímpico Brasileiro (COB) e da Confederação Brasileira de Futebol (CBF).
A perfuração das duas galerias do túnel levou 8 meses para ser concluída e foram consumidas 380 toneladas de dinamite. Foi concluída oficialmente em 18 de agosto de 2011, e foi inaugurada oficialmente em 6 de junho de 2012, junto com a TransOeste.

## Características
Com 1.112 metros de extensão, o túnel conta com modernos sistemas de iluminação de emergência e de prevenção contra incêndios e acabamento de padrão mais elevado que os demais da cidade.